# Freudenstein (zámek)
Zámek Freudenstein, německy Schloss Freudenstein je renesančně upravený zámek v Sasku. Nachází se na Zámeckém náměstí (Schloßplatz) na okraji středu města Freiberg.

## Dějiny

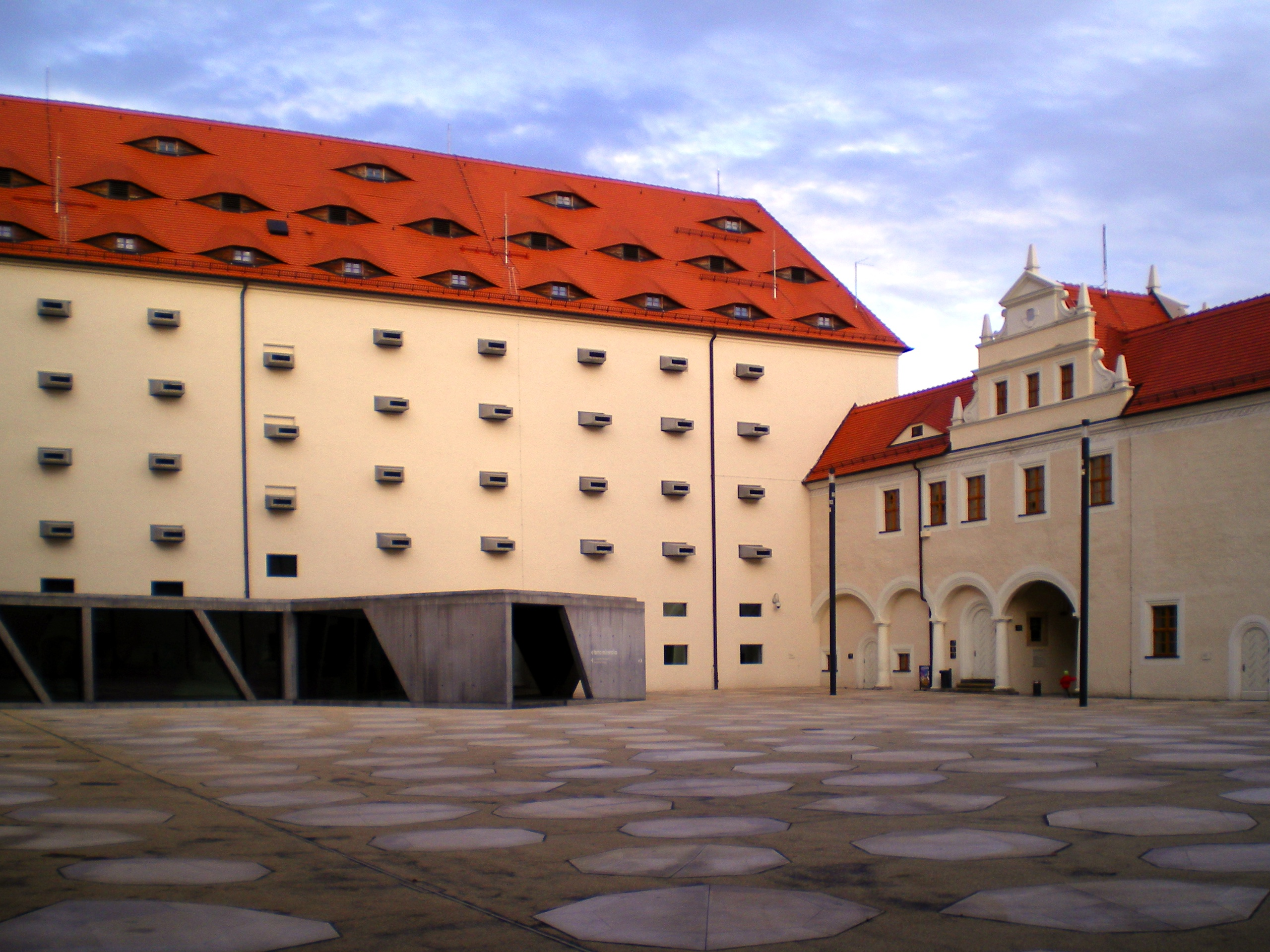
Nádvoří zámku se vstupem do Terra mineralia

V roce 1168 nechal markrabě Ota II. Míšeňský v místě dnešního zámku zbudovat hrad na ochranu stříbrných dolů, které zde vznikly krátce předtím. Jako Freudenstein je poprvé zmíněn v roce 1525.
Dějiny zámku jsou spojené s dynastií Wettinů. Po několika přestavbách získal zámek svou současnou podobu čtyřkřídlé renesanční budovy, která má tyto části: Langes Haus (Dlouhá budova), Neues Haus (Nová budova), Kirchenflügel (Kostelní křídlo), Großer Turm (Velká věž) a Schmales Haus (Úzká budova).